# Синий Камень (Липецкая область)
Си́ний Ка́мень — деревня в Тербунском районе Липецкой области России. Входит в состав Тербунского сельсовета.

## География
Деревня находится в юго-западной части Липецкой области, в лесостепной зоне, в пределах Среднерусской возвышенности, к северу от ручья Холопчик (приток реки Олым), на расстоянии примерно 7 километров (по прямой) к западу-юго-западу (WSW) от села Тербуны, административного центра района. Абсолютная высота — 180 метров над уровнем моря.
Климат умеренно континентальный с теплым летом и умеренно морозной зимой. Годовое количество осадков — 450—500 мм. Средняя температура января составляет −9,5°, июля — +19,5°.
Часовой пояс
Деревня Синий Камень, как и вся Липецкая область, находится в часовой зоне МСК (московское время). Смещение применяемого времени относительно UTC составляет +3:00.

## Население
| 2009 | 2010 |
| ---- | ---- |
| 3    | ↘2   |

Гендерный состав
По данным Всероссийской переписи населения 2010 года в гендерной структуре населения мужчины составляли 50 %, женщины — соответственно также 50 %.
Национальный состав
Согласно результатам переписи 2002 года, в национальной структуре населения русские составляли 100 % из 3 чел.

## Улицы
Уличная сеть деревни состоит из одной улицы (ул. Алексеевская).